# Japán kulturális fesztivál
A Japán kulturális fesztivál (文化祭; Hepburn: bunkasai) évente megrendezett esemény, amelyet az óvodától kezdve az egyetemekig mindenhol megtartanak.  Ezen intézmények diákjai bemutathatják művészi teljesítményüket. Azok az emberek, akik be akarnak lépni az iskolákba, vagy érdeklik őket, megnézhetik milyen az atmoszféra és az iskolai munka.  Általában a szülők is látni szeretnék, hogy gyermekeik mit alkottak az év alatt.  Ezért a fesztivál a legtöbb esetben nyitott mindenki számára, különösen másik intézményben tanuló diákoknak.  

## Definíció
Az Oktatási Minisztérium (文部科学省; Hepburn: Monbu kagaku shou) egyetértésével és a Tantervi Irányelv (学習指導要; Hepburn: Gakushu shido youryou) szerint, a Bunkaszai része a különleges foglalkozásoknak, amelyet úgy definiálnak, hogy „Olyan esemény, amely növeli a motivációt a mindennapi tanulásra.” A Kulturális Fesztivál része az órarendnek (a tananyagnak), az általános- és középiskolákban, szóval a diákoknak kötelező részt venniük rajta ahhoz, hogy levizsgázhassanak.  Az egyetemeken nem része a tananyagnak, ezért a részvétel sem kötelező.
Hagyományosan, a legtöbb iskola a Kultúra Napja (November 3.) környékén tartja a Bunkaszait, amely nemzeti ünnep.  Normál esetben Szombaton vagy Vasárnap tartják, esetleg mind a két napon. 

## Elnevezés
A Bunkaszai és az Egyetemi Fesztivál (大学祭; Hepburn: Daigakusai) az általánosan használt elnevezése ennek a fesztiválnak Japánban, de különböző intézményekben hívhatják máshogy.  Például a Tokiói Egyetem, Komabai Kampuszán, Komabaszainak hívják.

### Elnevezések
| Iskola            | Magyar név                                    | Japán név                                                                                            |
| ----------------- | --------------------------------------------- | --- |
| Óvoda             | Mindennapi élet kiállítás                     | Szeikacu-Happjókai (生活発表会; Hepburn: Seikatsu-Happyou-kai)                                       |
| Általános iskola  | Irodalmi művek kiállítás Műveltségi kiállítás | Gakugeikai (学芸会; Hepburn: Gakugeikai) Gakusú Happjókai (学習発表会; Hepburn: Gakushuo Happyoukai) |
| Alsó-középiskola  | Kulturális fesztivál                          | Bunkaszai (文化祭; Hepburn: Bunkasai)                                                                |
| Felső-középiskola | Kulturális fesztivál                          | Bunkaszai (文化祭; Hepburn: Bunkasai)                                                                |
| Egyetem           | Egyetemi fesztivál                            | Daigakuszai (大学祭; Hepburn: Daigakusai)                                                            |

### Variációk
Ezen kívül az Alsó- és Felső-középiskolákban időnként eltérhetnek az elnevezések.
| Magyar elnevezés  | Japán elnevezés                         |
| ----------------- | --------------------------------------- |
| Iskolai fesztivál | Gakuenszai (学園祭; Hepburn: Gakuensai) |
| Iskolai fesztivál | Gakuinszai (学院祭; Hepburn: Gakuinsai) |
| Iskolai fesztivál | Gakkószai (学校祭; Hepburn: Gakkousai)  |

## Funkció
A fesztivál elsődleges funkciója az, hogy a tanulók bemutathassák azt, amit tanultak, alkottak, de a sok oda látogató embernek szórakozási lehetőség is. Az öregdiákok gyakran kihasználják ezt a lehetőséget, hogy meglátogassák azt az iskolát, ahova egyszer jártak.
Általában a Bunkaszai 2 napos (Szombat és Vasárnap). Szombat délután nyitják meg, és ilyenkor legtöbbször a szülőknek és a tanulóknak/tanároknak vannak rendezvények. A második nap reggeltől, délutánig nyitják meg a közönség számára. A Bunkaszaira való felkészülés már nagyon korán, Májusban elkezdődik.  A diákoknak végig kell gondolniuk, hogy mit szeretnének előadni, ezt egyeztetni kell a tanári felügyelőjükkel. Majd elkezdenek gyakorolni az előadásukra, amelyet a különböző tanítási szünetek idejére sem hagynak abba.  A fesztivál első napja előtti pénteken, a tanításnak ebéd után vége, délután elkezdenek felkészülni a nyitásra. Például feldíszítik az osztálytermüket. Rajzolnak a táblára, posztereket készítenek és minden mást, amire szükségük lehet az előadásaik során.
Az osztálytermek gyakran ideiglenes kávézóként vagy étteremként működnek, az ételeket is maguk a diákok készítek helyben. Tánc előadásokat, színdarabokat és játékokat rendeznek önkéntes jelentkezők, iskolai klubok, mint például a komolya zenei klub, a dráma klub, a modern zenei klub, vagy a táncklub.
A Kulturális fesztivált, egy mókás, szórakoztató eseménynek szánják, ugyanakkor ez az egyetlen lehetősége minden diáknak, hogy lássák milyen az élet egy másik iskolában. Szintén jó lehetőség arra is, hogy gazdagítsa az emberek életét azzal, hogy erősíti a közösséghez fűződő viszonyukat és szociális beállítottságukat.
A Bunkaszai gyakran feltűnik animékben és mangákban is.

## Fordítás
- Ez a szócikk részben vagy egészben az Cultural festival (Japan) című angol Wikipédia-szócikk fordításán alapul.  Az eredeti cikk szerkesztőit annak laptörténete sorolja fel. Ez a jelzés csupán a megfogalmazás eredetét és a szerzői jogokat jelzi, nem szolgál a cikkben szereplő információk forrásmegjelöléseként.